# The Breath
The Breath (італ. Подих) — перший студійний альбом українського гурту «Sample Rate», випущений 5 травня 2010 року відомою американською компанією інтернет паблішингу "iUA Music". Презентовано його було уперше 6 травня 2010 року у клубі «Picasso» у Львові. Альбом надається до викачки у форматі mp3 на, практично, усіх вебресурсах світу (наприклад: Amazon, iTunes і т. д.)

## Композиції
1. «Stay To Be» (4:00)
2. «The Breath» (3:20)
3. «You Killed…» (3:31)
4. «Rescue My Life!» (3:52)
5. «Miss My Eyes» (3:37)
6. «Overloaded» (3:49)
7. «Take Me» (3:16)
8. «The Beat Of Heart» (4:01)